# Bernardo Harris
Bernardo Jamaine Harris (15 de outubro de 1971) é um ex-jogador profissional de futebol americano estadunidense que atuava como linebacker na National Football League.